# Perisztéri
Perisztéri (görög betűkkel Περιστέρι) Athén egyik saját önkormányzattal rendelkező külvárosa a városközponttól 5 km-re északnyugatra.

## Népesség
| Év   | Népesség (fő) |
| ---- | ------------- |
| 1991 | 137 288       |
| 2001 | 137 918       |
| 2011 | 139 981       |

## Közlekedés

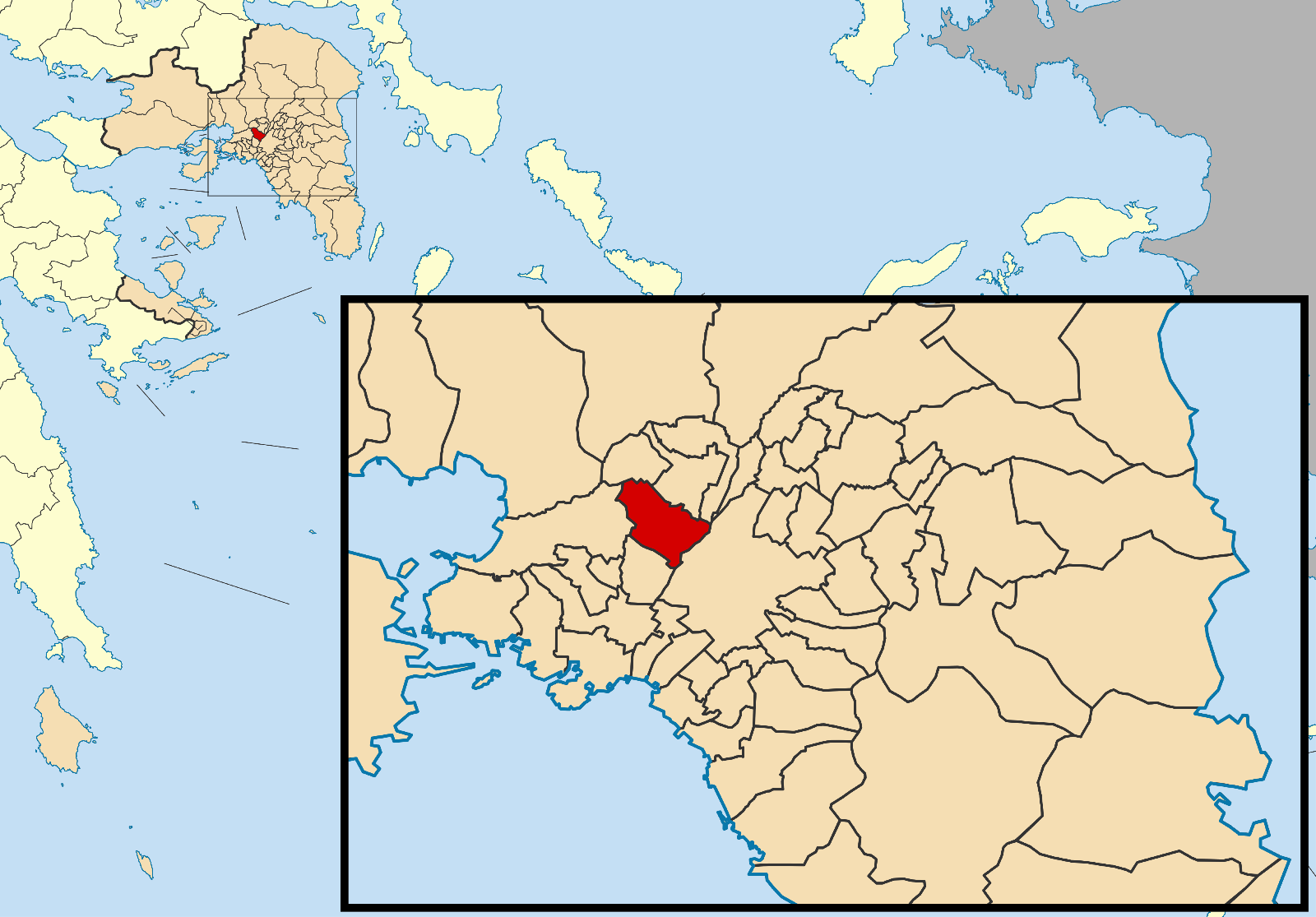
Peresztéri fekvése Attikán belül

A Perisztéritől kicsit keletre lévő Kifisszosz buszpályaudvarról közlekednek a járatok Macedónia, Peloponnészosz, Epirusz és Thrákia irányába.
A 2-es (piros) metróvonal halad át rajta. 2004-ben adták át az „Agiosz Antóniosz” állomást. 2013. április 6-án nyílt meg két újabb kettő, a „Perisztéri” és a „Anthoupoli” állomások.

## Sport
Perisztérinek neves futballcsapata van, a PAE APSZ Atrómitosz Athinón.
1989-ben épült meg a 4000 férőhelyes Perisztéri Aréna kosárlabdacsarnok, amit Andreasz Papandreu korábbi miniszterelnökről neveztek el. A hat évvel később épült larisszai Neapolisz Aréna és a pátrai Dimitrisz Tofalosz Aréna a Perisztéri Aréna nagyobb változatai, ezekben több ülőhely található.

## Testvérvárosok
Rusze, Bulgária

## Külső hivatkozások
- Hivatalos honlap